# 博利納斯 (加利福尼亞州)
博利納斯（英語：Bolinas）是位於美國加利福尼亞州馬林縣的一個人口普查指定地區。

## 地理
博利納斯的座標為37°54′34″N 122°41′11″W / 37.90944°N 122.68639°W，而該地最高點為海拔高度11米（即36英尺）。

## 人口
根據2010年美國人口普查的數據，博利納斯的面積為15.09平方千米，均為陸地。當地共有人口1620人，而人口密度為每平方千米107人。